# Белянка туркестанская
Белянка туркестанская (лат. Aporia leucodice = Metaporia leucodice) — вид бабочек из семейства белянок (Pieridae).

## Описание
Размах крыльев 50—60 мм. Окраска крыльев белая, с выраженными чёрными жилками и серым напылением вдоль основных жилок крыла. Крылья на своей верхней стороне белые, с затемнённым основанием, с отчётливо выделенными чёрными жилками и толстым чёрным дискальным штрихом. При вершине проходит широкая черноватая кайма, которая прерывается продолговатой формы белыми пятнами. Задние крылья на верхней стороне белые, с затемнённым основанием и констатированными чёрными жилками у прикраевой части. По краям передних и задних крыльев имеется тонкая линия чёрного цвета. Рисунок на нижней стороны передних крыльев идентичен рисунку верхней стороны. Нижняя сторона заднего крыла желтоватая с чёрными жилками по всему крылу. Жилки крыла R4, R5 и М1 имеют общий ствол. Половой диморфизм слабо выражен.

## Ареал
Вид распространён на территории от Пакистана, Ирана и Афганистана через всю Среднюю Азию и Казахстан до Южного Алтая и Восточного Китая. На территории Казахстана барбарисовая белянка встречается в горных и предгорных районах на востоке и юго-востоке республики.
Встречается в предгорьях, на горных склонах и в ущельях с зарослями барбариса на высотах от 1000 до 1800 м нум. В горах может подниматься на высоты до 3000 м нум.

## Подвиды
Выделяют следующие подвиды:
- Номинативный подвид (= altensis Ruhl, 1893) распрострнён в Джунгарском Алатау и Южном Алтае.
- ssp. morosevitshae (Sheljuzhko, 1907) — Западный Тянь-Шань;
- ssp. illumina (Grum-Grshimailo, 1890) (= nigroinspersa Verity, 1911) — Северный и Внутренний Тянь-Шань, Гиссарский хребет, Южный Гиссар, Алтай, Копет-Даг;
- ssp. aryana (Wyatt et Omoto, 1966) — Дарваз, Западный Памир.

## Биология
За год развивается в двух-трёх поколениях. Время лёта бабочек происходит в мае — октябре.
Гусеницы питаются на барбарисе (Berberidaceae: Berberis spp.). Обычно гусеницы живут группами в общем паутинном гнезде, в котором они и зимуют.